# Monica Keena
Monica C. Keena (Nova Jersey, 28 de maio de 1979) é uma atriz norte-americana, conhecida por interpretar Abby Morgan no seriado adolescente Dawson's Creek.

## Filmografia
- Lei & Ordem (1 episódio, "Performance", 1995) .... Corey Russell
- Enquanto Você Dormia (Enquanto Você Dormia, 1995) .... Mary Callaghan
- A Floresta Negra (1997).... Lilliana Lilli Hoffman
- Dawson's Creek (14 episódios, 1998-1999) .... Abby Morgan
- Crime and Punishment in Suburbia (2000) "Crime e Castigo" ...... Roseanne Skolnick
- O Rei do Pedaço (2 episódios, "I Never Promised You an Organic Garden" and "Night and Deity", 2003) .... Rain/Maria e Becky/Bartender vozes
- Entourage (6 episódios, "Talk Show", "Date Night", "The Scene", "New York", "The Boys Are Back in Town" e "My Maserati Does 185", 2004-2005) .... Kristen
- Lei e Ordem: Crimes Premeditados (1 episódio, "Death Roe", 2005) .... Beatrice Onorato Mailer
- A Anatomia de Grey  (2 episódios, "Into You Like a Train" e "Some Kind of Miracle", 2005-2007) .... Bonnie Crasnoff
- Desaparecidos (1 episódio, "More Than This", 2006) .... Heidi Peyton
- C.S.I.: Investigação Criminal (1 episódio, "Built to Kill, Part 2", 2006) .... Madeline
- Ghost Whisperer (1 episódio, "Deja Boo", 2007) .... Holly Newman
- Private Practice (1 episódio, "Triangles", 2010) .... Kayla